# Argyranthemum
Argyranthemum е род цъфтящи растения, принадлежащи към семейство Сложноцветни (Asteraceae). Членовете на този род понякога се поставят и в род хризантема (Chrysanthemum).
Родът е ендемичен за Макаронезия, среща се само на Канарските острови, Дивите острови (португалски архипелаг) и Мадейра.
Argyranthemum frutescens е регистриран като хранително растение на ларвата на молеца Bucculatrix chrysanthemella.

## Отглеждане
Хибридите от видовете Argyranthemum, някои от които включват видове от сродни родове, се продават широко като декоративни растения за лятна постелка или контейнери (саксии). Тези сортове произвеждат плодови единични или двуцветни цветя, подобни на маргаритки в нюанси на бяло, розово, жълто и лилаво през цялото лято.
В климата в Обединеното кралство те обикновено са полуиздръжливи и могат да се отглеждат от семена или резници или да се купуват като млади растения, които да се засаждат след преминаване на всякаква опасност от замръзване.

## Видове
Към февруари 2020 г. Plants of the World Online приема следните видове:
- Argyranthemum adauctum (Link) Humphries
- Argyranthemum broussonetii (Pers.) Humphries
- Argyranthemum callichrysum (Svent.) Humphries
- Argyranthemum coronopifolium (Willd.) Webb
- Argyranthemum dissectum (Lowe) Lowe
- Argyranthemum escarrei (Svent.) Humphries
- Argyranthemum filifolium (Sch.Bip.) Humphries
- Argyranthemum foeniculaceum (Willd.) Webb ex Sch.Bip.
- Argyranthemum frutescens (L.) Sch.Bip.
- Argyranthemum gracile Sch.Bip.
- Argyranthemum haematomma Lowe
- Argyranthemum haouarytheum Humphries & Bramwell
- Argyranthemum hierrense Humphries
- Argyranthemum lemsii Humphries
- Argyranthemum lidii Humphries
- Argyranthemum maderense (D.Don) Humphries
- Argyranthemum pinnatifidum (L.f.) Webb
- Argyranthemum sundingii L.Borgen
- Argyranthemum sventenii Humphries & Aldridge
- Argyranthemum tenerifae Humphries
- Argyranthemum thalassophilum (Svent.) Humphries
- Argyranthemum webbii Sch.Bip.
- Argyranthemum winteri (Svent.) Humphries

## Галерия
- Daisy Marguerite – Argyranthemum
- Argyranthemum frutescens
- Argyranthemum frutescens subsp. canariae
- Argyranthemum haematomma
- Argyranthemum haouarytheum
- Argyranthemum pinnatifidum